# Chmiel Drugi
Chmiel Drugi – wieś w Polsce położona w województwie lubelskim, w powiecie lubelskim, w gminie Jabłonna.
W latach 1975–1998 miejscowość administracyjnie należała do ówczesnego województwa lubelskiego.
Wieś stanowi sołectwo gminy Jabłonna.
W miejscowości znajduje się niewielki cmentarz mariawicki.

## Historia
Chmiel w roku 1432 „Chmyel”, 1459 „Chmielow”, 1460 „Chmyelnik” historycznie położony w powiecie lubelskim parafii Krzczonów. Wieś stanowi własność królewską W roku 1432 Boruta herbu Luba występuje w dokumentach jako tenutariusz z Chmiela. W roku 1459 znany był Marcisz z Chmiela. Wieś graniczy ze Skrzynicami, w 1460 ustalono granice z Gardzienicami. W roku 1564 powzięto informację jakoby wieś lokowana była przed 22-23 laty.
Zygmunt I nadaje Janowi Czasławskiemu w roku 1543 wójtostwo w Chmielu z 3 łanami. W roku 1564 we wsi było 40 kmieci na 22 1/2 łanach kmiecych, 2 kmieci na 1 łanie, na wolniźnie, także 7 zagrodników i karczmarze na 6 łanach.
W wieku XIX Chmiel (dziś Chmiel Pierwszy i Chmiel Drugi), wieś i folwark w powiecie lubelskim, w ówczesnej gminie Piotrków, parafii Krzczonów. W roku 1827 liczył 71 domów i 220 mieszkańców. Donacja Chmiel i Brzostówka z wsiami tejże nazwy. Rozległość nomenklatury Chmiel (w r. 1844) wynosiła mórg 3418, zaś Brzostówki mórg 2328, razem 5746 mórg.